# Agoninae
Die Agoninae sind eine Unterfamilie von Meeresfischen aus der Familie der Panzergroppen (Agonidae). Die 15 Arten der Agoninae kommen vor allem auf der Nordhalbkugel der Erde im Nordpazifik und im Nordatlantik vor. Eine Art lebt im Golf von Kalifornien, eine an den Küsten Argentiniens und der Falklandinseln.

## Merkmale
Panzergroppen der Unterfamilie Agoninae werden 12,5 bis 50 cm lang. Von anderen Unterfamilien der Panzergroppen unterscheiden sie sich durch den nicht vergrößerten Rostralknochen an der Schnauzenspitze, ein Nasenbein das über den Oberkiefer hervorsteht, das unterständige Maul, den konkaven oberen Rand der Orbita und Kiemenmembranen die am Isthmus (Kehle) zusammengewachsen sind. Tränenbein und Nasenbein haben Kontakt zueinander, Siebbein und Prävomer sowie Metapterygoid und Entopterygoid dagegen nicht. Das freie vordere Ende des Nasenbeins ist gesägt oder trägt einen Stachel. Der Unterkiefer wird bei geschlossenem Maul vollständig vom Oberkiefer umfasst. Der Rücken ist hinter der Rückenflosse niemals hoch gebaut. Die Vertreter dieser Unterfamilie besitzen drei, seltener vier Basalknochen an der Basis der Bauchflossen, zwischen denen keine Poren liegen. Im Schwanzflossenskelett findet sich eine Epurale (ein länglicher, freistehender Knochen).

## Gattungen und Arten
Zur Unterfamilie gehören sechs Gattungen und 15 Arten:
- Gattung AgonopsisAgonopsis sterletus

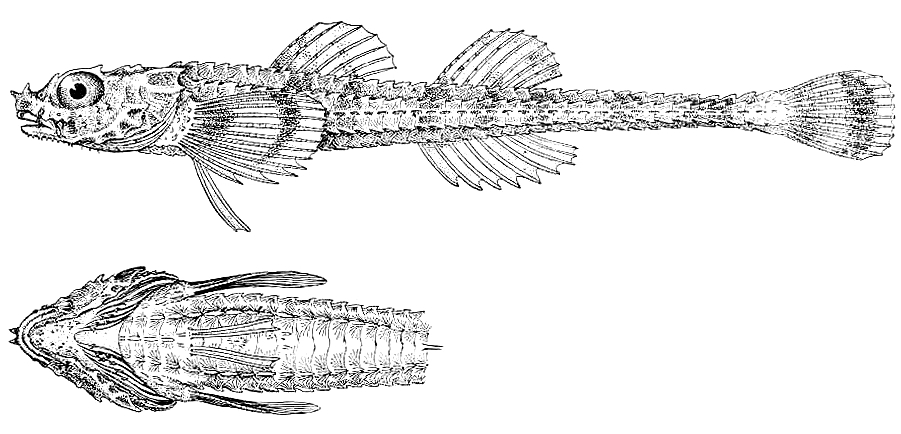
Agonopsis sterletus

  - Agonopsis asperoculis Thompson, 1916
  - Agonopsis chiloensis Jenyns, 1840
  - Agonopsis sterletus Gilbert, 1898
  - Agonopsis vulsa Jordan & Gilbert, 1880
- Gattung Agonus
  - Steinpicker (Agonus cataphractus) Linnaeus, 1758
- Gattung Freemanichthys
  - Freemanichthys thompsoni Jordan & Gilbert, 1898
- Gattung Leptagonus
  - Leptagonus decagonus Bloch & Schneider, 1801Leptagonus decagonus

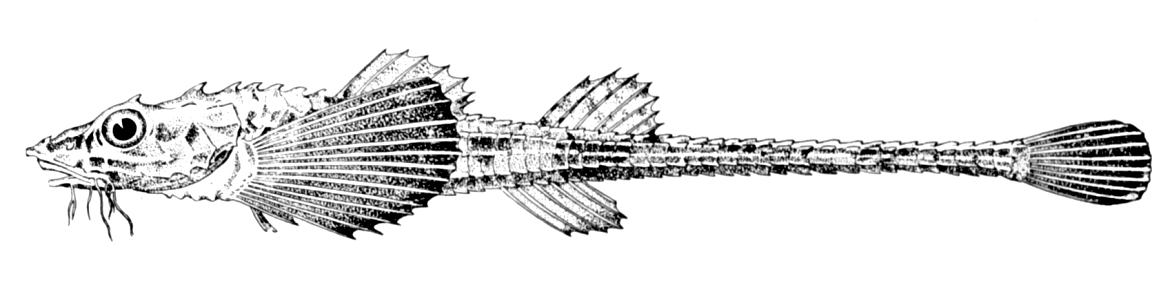
Leptagonus decagonus

- Gattung PodothecusPodothecus sachi

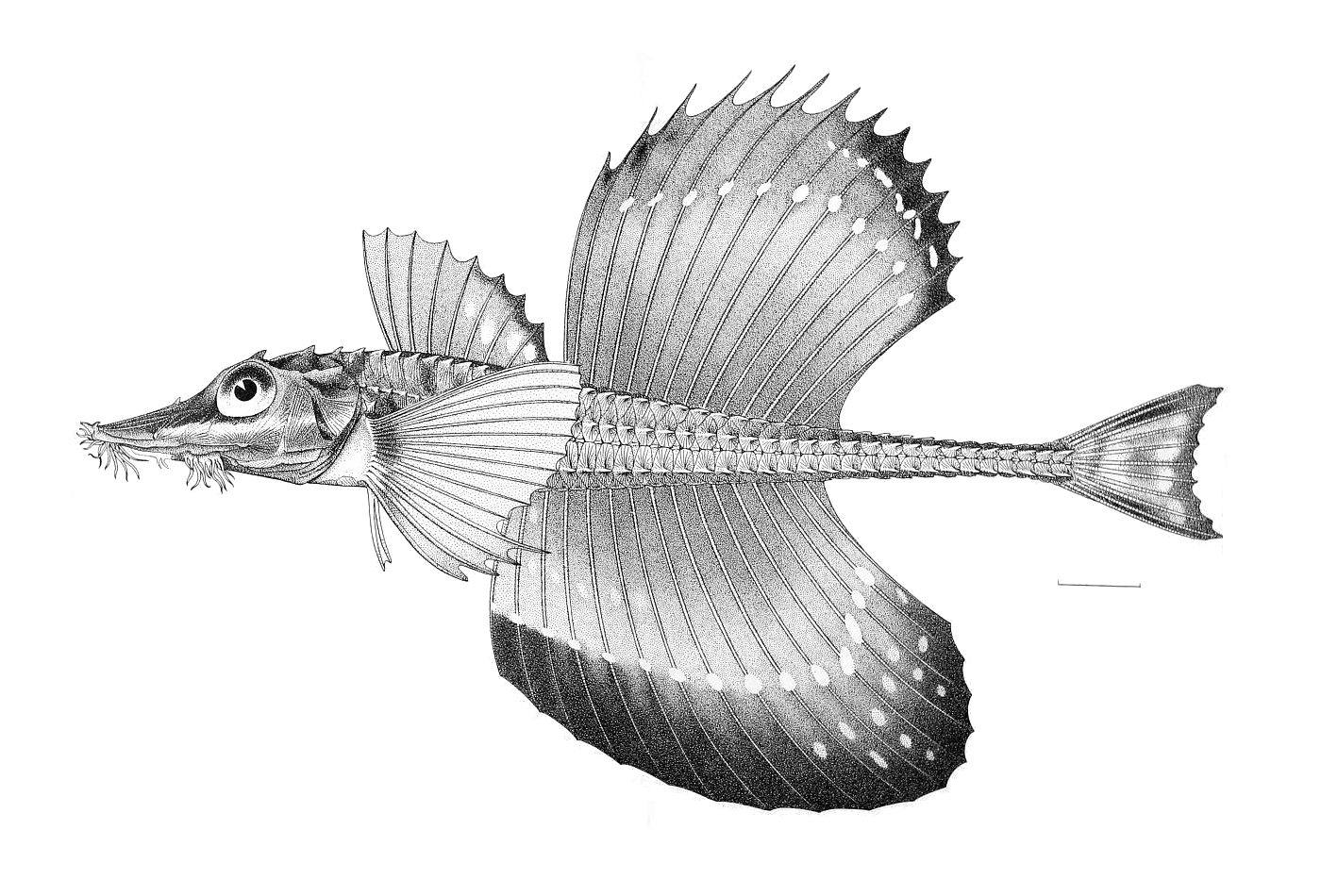
Podothecus sachi

  - Podothecus accipenserinus Tilesius, 1813
  - Podothecus hamlini Jordan & Gilbert, 1898
  - Podothecus sachi Jordan & Snyder, 1901
  - Podothecus sturioides Guichenot, 1869
  - Podothecus veternus Jordan & Starks, 1895
- Gattung Sarritor
  - Sarritor frenatus Gilbert, 1896
  - Sarritor knipowitschi Lindberg & Andriasev, 1937
  - Sarritor leptorhynchus Gilbert, 1896